# شنين (القبيطة)

تعديل مصدري - تعديل

شنين هي إحدى قرى عزلة القبيطة بمديرية القبيطة التابعة لمحافظة لحج، بلغ تعداد سكانها 419 نسمة حسب تعداد اليمن لعام 2004.